# Gustaf Cederström

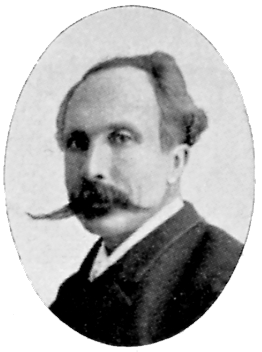
Gustaf Olof Cederström

Gustaf Olof Cederström (Estocolmo, 12 de abril de 1845 – Estocolmo, 20 de agosto de 1933) foi um pintor sueco, mais conhecido por sua pintura Karl XII:s likfärd (O regresso do corpo de Carlos XII).

## Vida
Cederström inicialmente teve uma carreira militar como subtenente de uma unidade militar em Varmlândia, mas depois de ter aulas de pintura com Ferdinand Julius Fagerlin em Düsseldorf e Léon Bonnat em Paris, deixou o Exército para dedicar-se exclusivamente ao seu talento artístico.
Seu quadro O regresso do corpo de Carlos XII à Suécia foi muito bem aceito pela crítica presente na Exposição Mundial de Paris de 1878. Na ocasião, o comprador do quadro foi o grão-duque russo Constantino, porém mais tarde, em decorrência de um grande movimento para colher doações, a pintura passou para a posse do Museu Nacional de Belas-Artes da Suécia, onde inicialmente apenas uma cópia do quadro foi exposta.
Cederström participou de um concurso de projetos para o corredor de entrada do Museu Nacional e obteve o primeiro lugar com seu trabalho Ansgarius prega a doutrina cristã, entretanto, o contrato definitivo para o afresco foi realizado com Carl Larsson.
Juntamente com pinturas sobre temas históricos, Cederström produziu também retratos e esboços de soldados.
Desde 1878 ele foi membro da Real Academia de Artes Sueca, e a partir de 1887, professor e diretor de organização (1899) da Academia. Cederström organizou as exposições de arte sueca de 1888, em Copenhague, de 1896, em Berlim e de 1901, em Munique.

## Obras selecionadas
- Karl XII:s likfärd (A volta do corpo de Carlos XII à Suécia) (1878 e 1884)
- Baptisterna (Os batistas) (1886)
- Frälsningsarmén (O Exército da Salvação) (1886)
- Magnus Stenbock i Malmö (Magnus Stenbock em Malmö) (1892)
- Hos de husvilla (Entre os sem-teto) (1894)
- Segern vid Narva (A vitória em Narva) (1907-10)

## Galeria

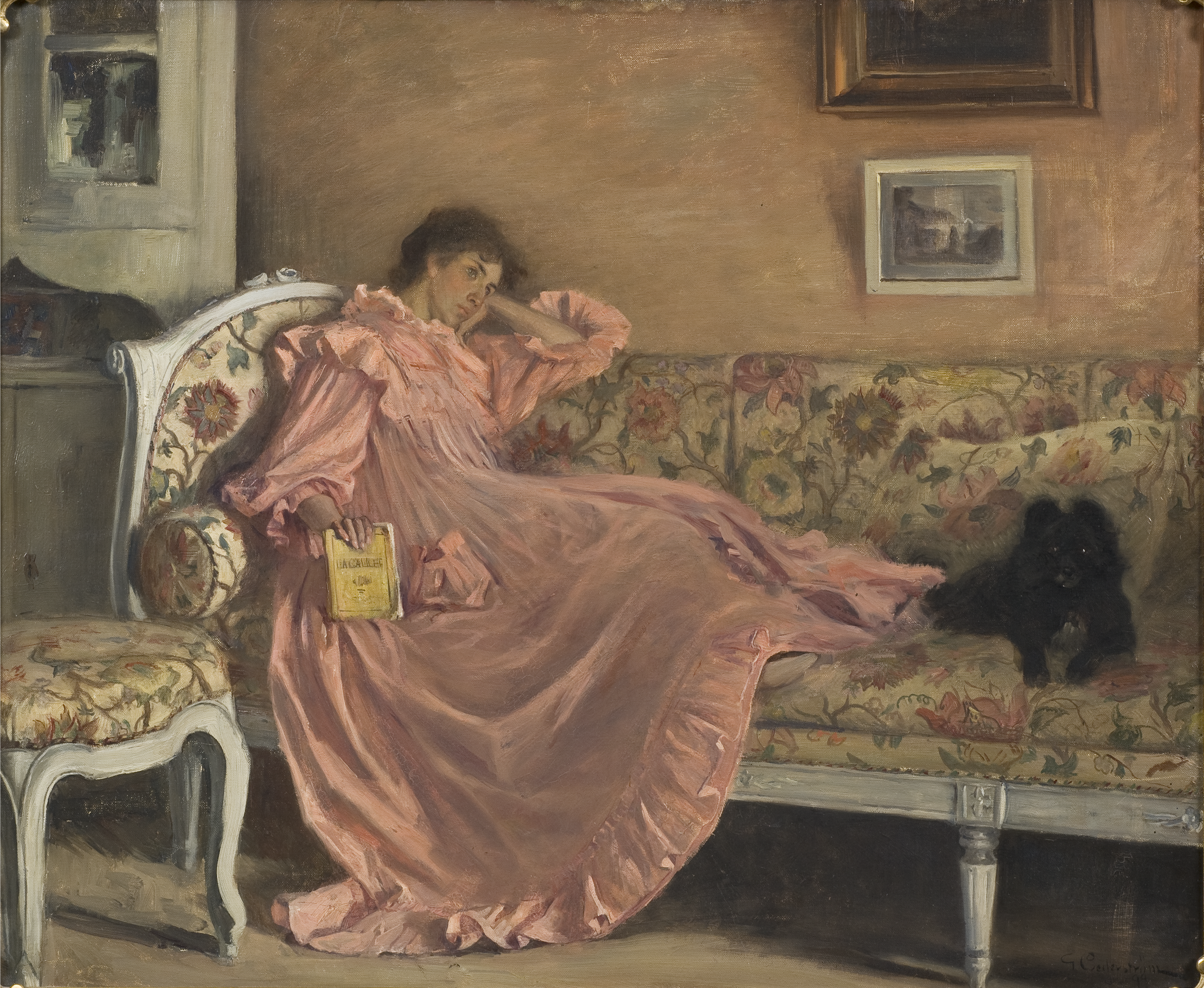
Carol sentada no sofá
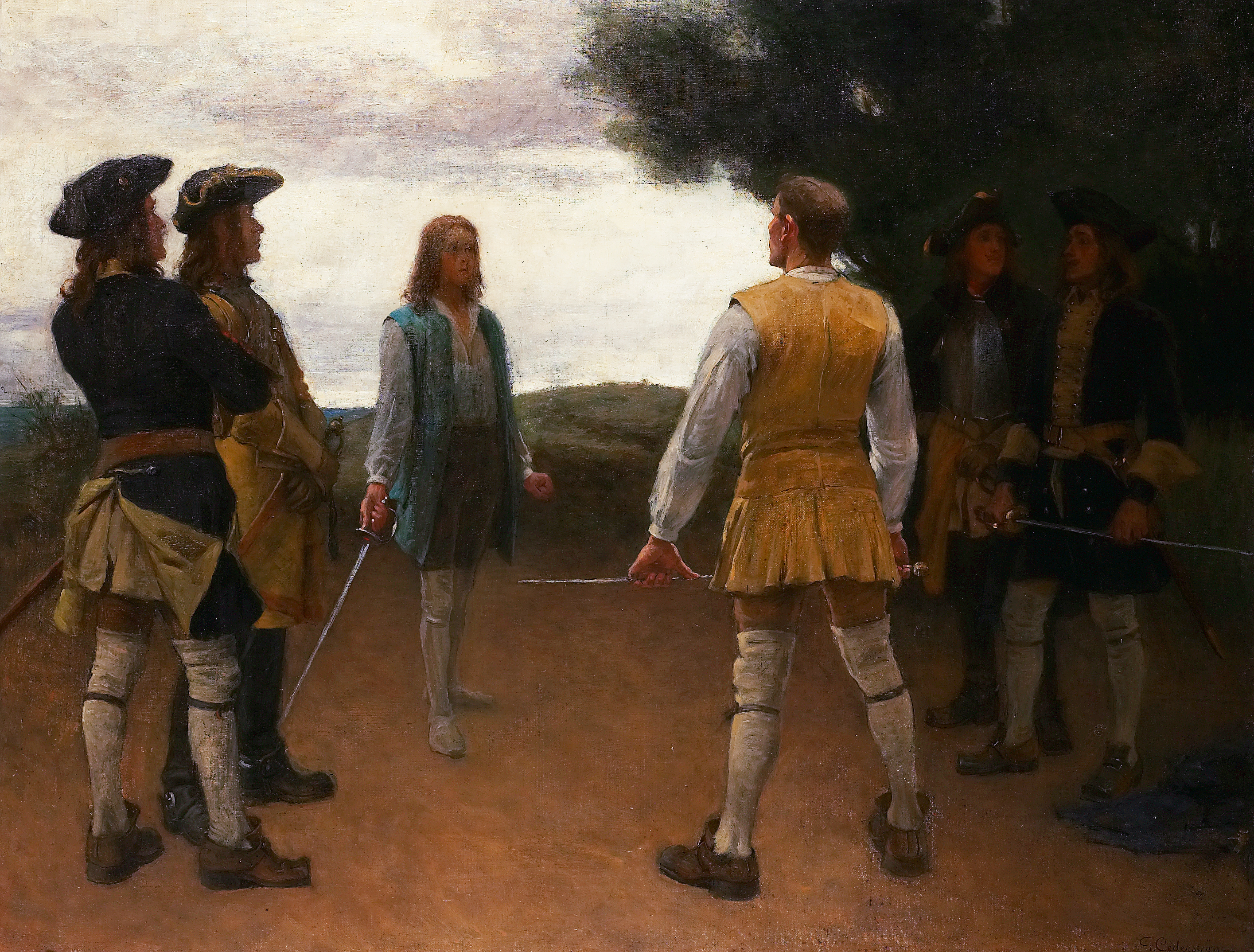
Davi e Golias
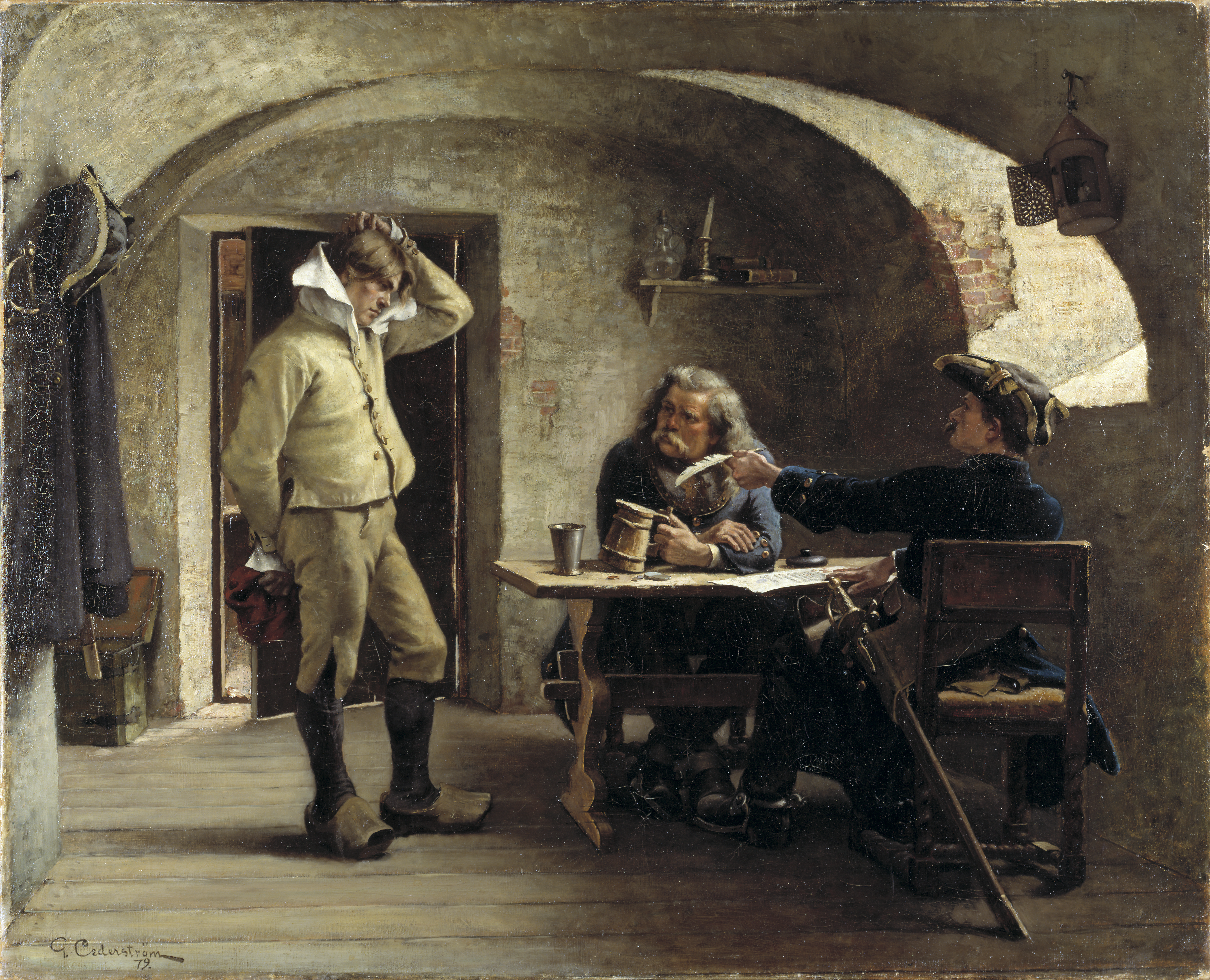
Sargentos de Recrutamento
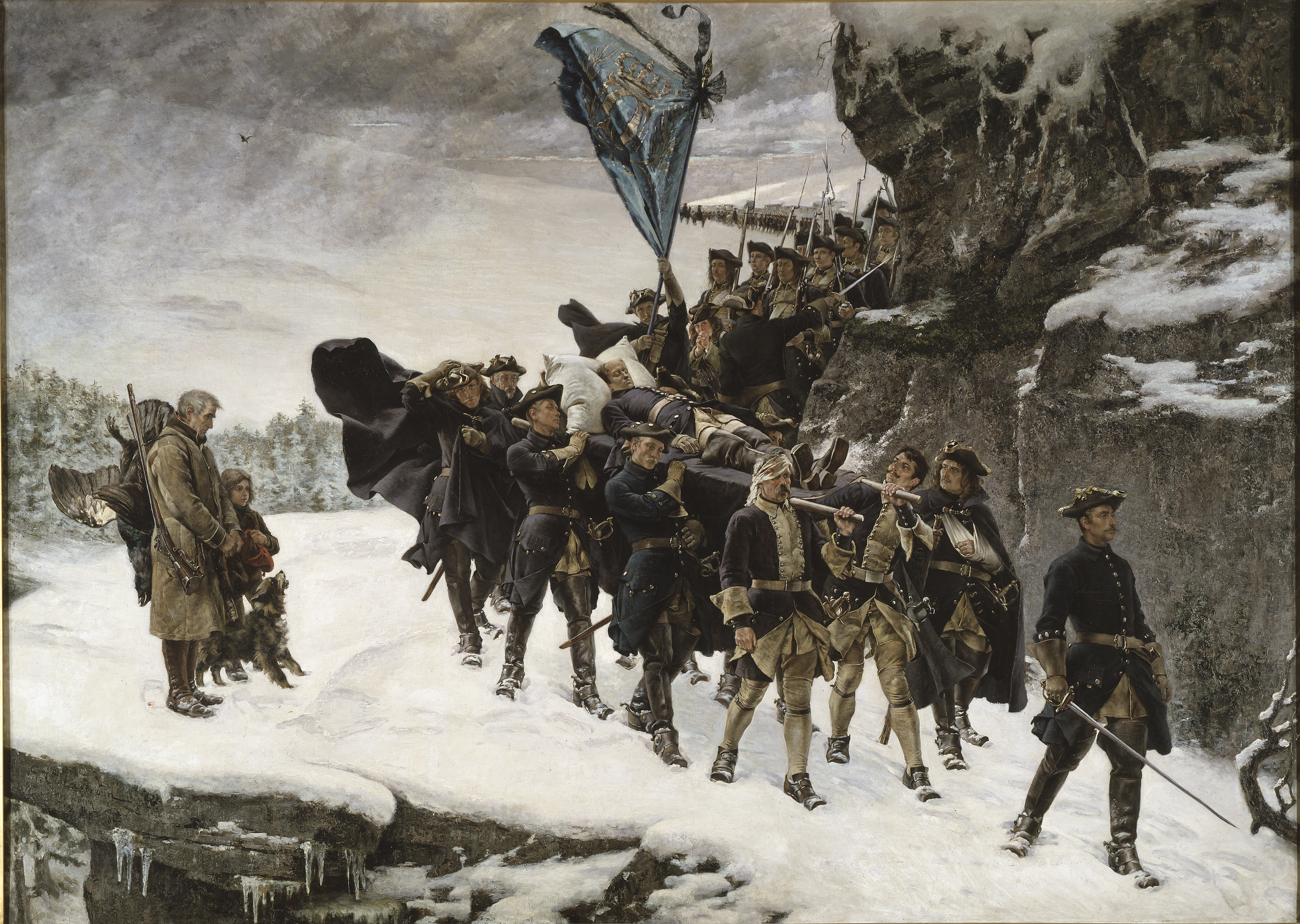
O regresso do corpo de Carlos XII à Suécia (1884). O trabalho mais conhecido de Cederström.